# Нетіча (притока Харкова)
Нетіча (Нетеча) — річка, на території Харкова, у районі Левади та Москалівки. Зустрічаються згадки про Нетічу як про лівий рукав річки Харків. Дала назву деяким топонімам у Харкові. Річище Нетічі збереглося в районі Нетіченського бульвару.

## Назва
Назва «Нетіча» (або «Нетеч», або «Нетеча») походить від характеру течії річки — повільної, млявої або відсутньої. В українській топоніміці подібні назви зазвичай стосуються річок або рукавів без джерел чи постійної течії. Відомі також річки з аналогічною назвою в інших регіонах України (наприклад, Субодь — колишня Нетеча на Київщині, або Лебединець на Житомирщині).
У Харкові назва фіксується вже на плані 1730 року, складеному капітаном Маттіасом Ретчем. Спершу йшлося про старе річище річки Харків біля Харківської фортеці, пізніше — про самостійне річище, яке збереглося як мала річка, знана під назвою Нетіча.

## Гідрографія
Первісно річка Харків мала інше річище, яке проходило територією сучасної станції Левада, повертало на захід вздовж сучасної Гольдбергівської вулиці й з'єднувалося з річкою Лопань у районі сучасної Стрілки. Згодом основне річище річки змінилося, залишивши старі рукави, одним із яких стала Нетіча — замкнене річище, що брало початок і впадало в ту ж річку Харків. На плані 1742 року це річище вже позначене як «ріка, колишній Харків». За картою 1787 року, Нетіча впадала у Харків між Лопанською Стрілкою та сучасним Мар'їнським мостом.

## Історія

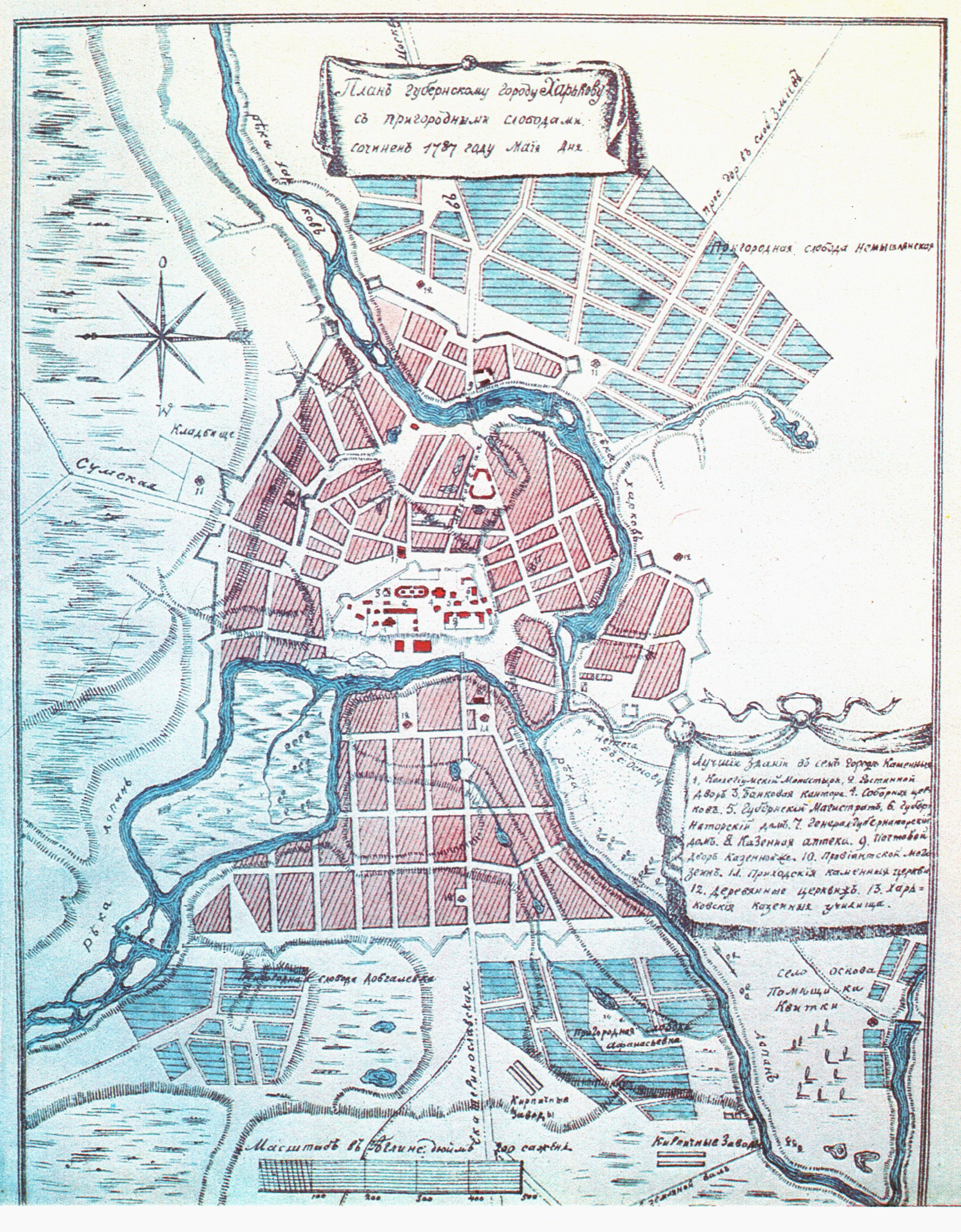
Мапа Харкова 1787 року, на якій річка Нетіча (підписана) впадає у річку Харків.

Упродовж XVIII століття зміна річища Харкова, влаштування млинових гребель і активне містобудування призвели до утворення кількох стариць — залишків старого річища. Одна з них — протока Нетеча — проходила через територію майбутнього Торговового майдану (нині — Павлівський майдан). Вона утворювала заселену місцевість Островок із вулицями Кінною (нині — Банний провулок) та Дігтярною (нині не існує). На 1798 рік тут мешкали купці, чиновники, козаки, ремісники. Одночасно з ліквідацією оборонних валів Харківської фортеці, у 1799—1801 роках протока Нетеча в районі цитаделі була засипана. Тоді ж перенесли за межі міста кузні й дьогтярні ряди, що раніше розташовувалися на острові.
За мапою міста 1787 року Нетіча, старий рукав Харкова, була лівою притокою річки, в яку вона впадала у районі між Лопанською Стрілкою та мостом розташованим там, де в наш час розміщується Мар'їнський міст. Частина міста між річками Нетіча та Харків була обнесена фортечним валом. Вздовж річки йшов шлях на село Основа, розташованого в той час на південь від міста.
Майже таке становище зберігається й на мапі 1804 року: річка Нетіча, впадає в річку Харків між Лопанською Стрілкою та Подільським мостом (інші мости в цьому районі вже відсутні). Район міста все ще обнесений валом, на правому березі Нетічі розташована вежа. У 1817 році на березі річки Харків (сучасна Нетіченська набережна), між Подільським мостом та Нетічею вже розмістилися м'ясні торгові ряди, які розташовувалися напроти острова, який згодом стане частиною Подолу вже як Рибний майдан. У 1827 році поселення вже є з обох берегів Нетічі, вздовж лівого берега річки йде шлях на приміську слободу Заїківку, самі береги заболочені.

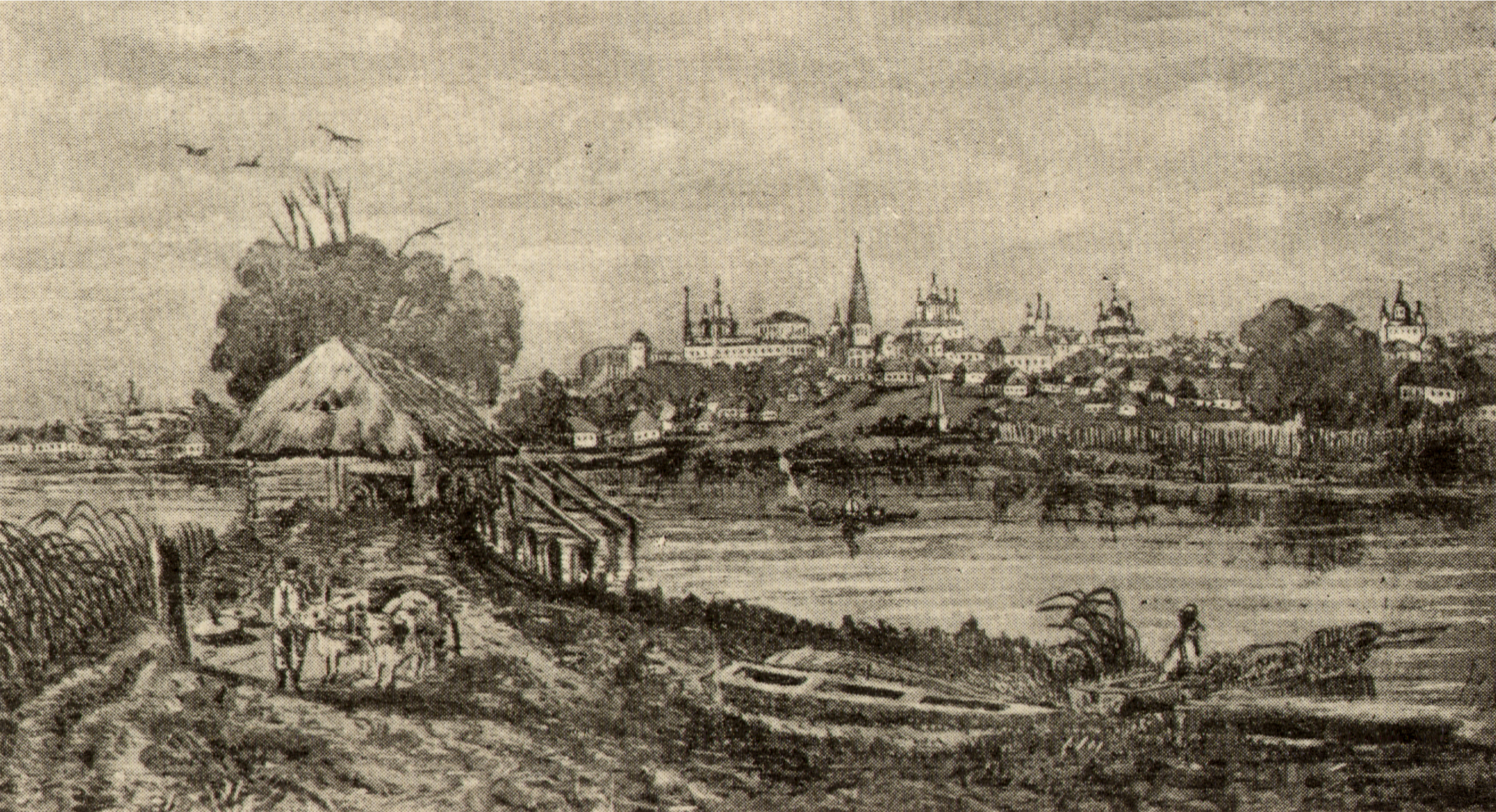
Краєвид на Харків через Нетічу. Початок ХІХ сторіччя.

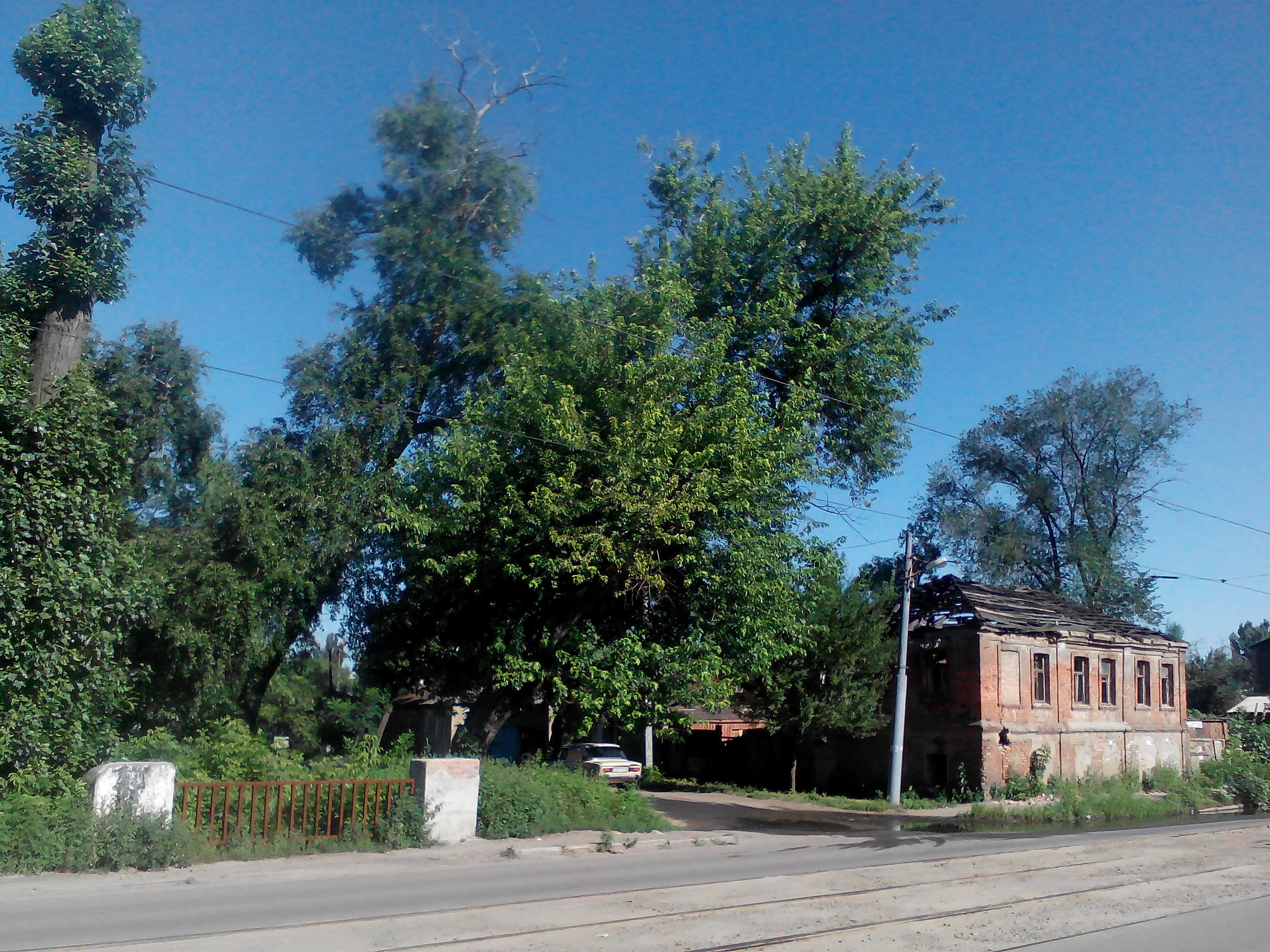
Провулок Рибасівський, місток через річку Нетічу.

На мапі за 1866 рік річка вже в оточенні міста, район позначений як Москалівка. Біля Лопанської Стрілки з'являються два нових мости — Банний та Циганський (Мар'їнський).
У 1876 році місцина навколо Нетічі вже дуже жвава, та забудована. Біля колишнього місця впадіння Нетічі у Харків пройшла Мар'їнська вулиця, яка виходила на Мар'їнський міст, а сама річка (в районі сучасної Нетіченської набережної) вже майже відсутня. Вздовж лівого берега річки до Основи розташувалася Москалівська вулиця.
У 1887 році річище Нетічі вже було у кордонах Заїківської (нині Гольдбергівська) та Воскресенської вулиць, ще більше відступивши від річки Харків. Витік річки був на перетині Заїківської та Греківської вулиць.
У 1903 році на мапах з'являється Нетіченський бульвар, який відгалужувався від Греківської вулиці, та йшов вздовж правого берега Нетічі.
Надалі таке положення річки залишалося таким же. На мапах 1915 року, вказано, що річка йде вздовж Нетіченського бульвару, Воскресенської вулиці, перетинаючи Мар'їнську вулицю, впадає в річку Харків між Лопанською Стрілкою та Мар'їнським мостом. У 1915 році керівник губернією запропонував міській управі негайно внести в думу на розгляд питання про засипку річища Нетічі на Нетіченському бульварі, але це не відбулося.
В період радянської окупації, у 1930-х, район Нетічі був упорядкований згідно з генеральним планом. Значна частина річки була взята в підземний колектор.

## Сучасний стан

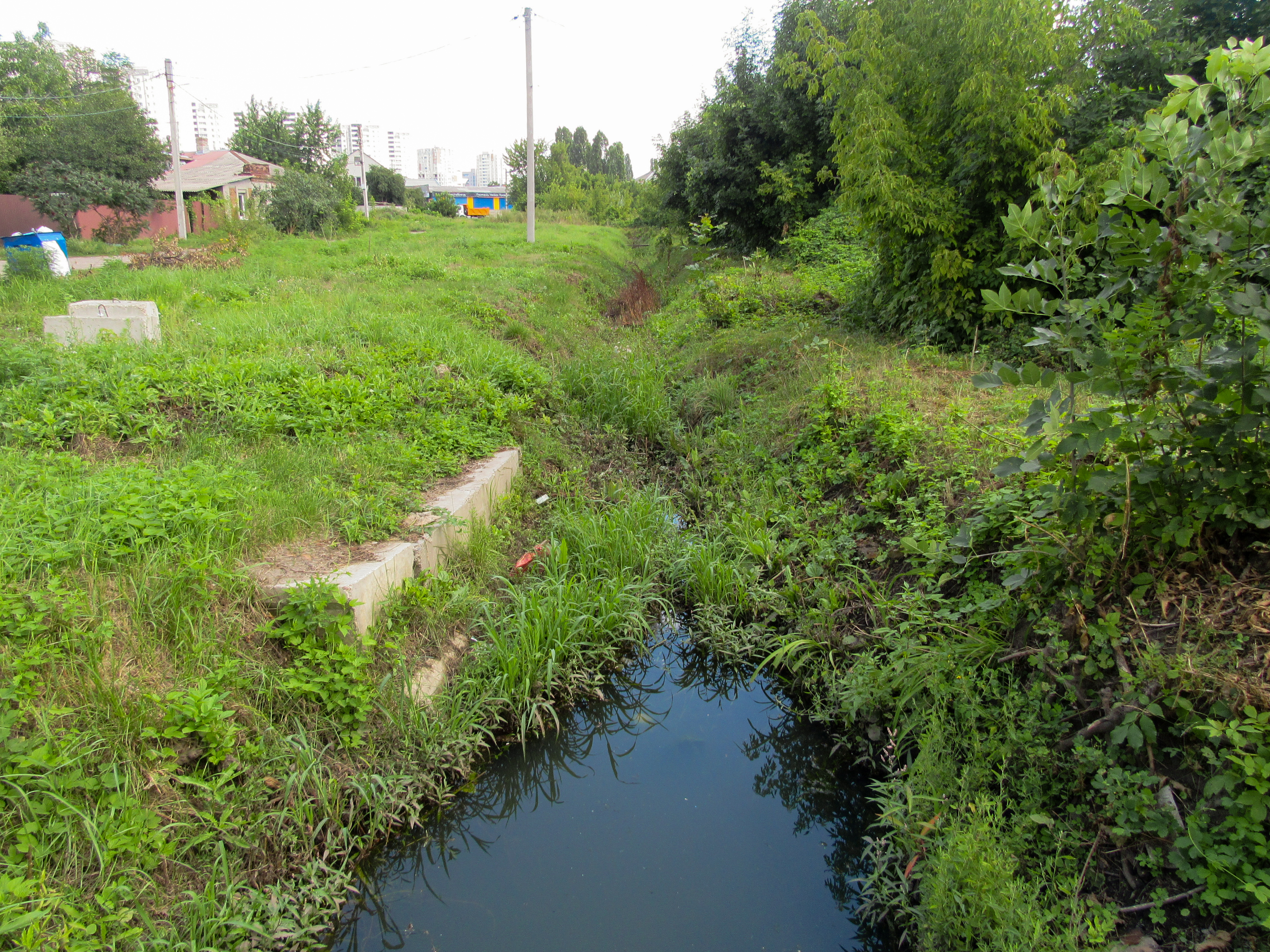
Нетіча в сторону Левади

У наш час річка протікає на Нетічеському бульварі. Живиться дощовими та талими водами, а в спекотний час пересихає. Річище викладено бетонними плитами. Далі річка тече у підземному колекторі.

## Топоніми
Нетіча стала основою для формування низки харківських топонімів:
- Нетіченський міст — над місцем, де Нетіча впадала в Харків[13];
- Нетіченська набережна — ділянка набережної річки Харків між Гончарівським та Нетіченським мостами[14];
- Нетіченська вулиця (раніше — Мільйонна, за кількістю будинків розпусти)[14][2];
- Нетіченський бульвар — сучасна ділянка, де частково збереглося відкрите річище річки[14];
- Нетіченський базар — історичний торгівельний майдан на правому березі[2];
- Нетіченський провулок — маленький провулок в районі вулиці Малом'ясницької[14].
- Нетіченська слобода — історичний район між Харковом і Нетічею[2];
- Занетіченський майдан — історична назва майдану Ірини Бугримової[15]

Крім того, історичний район міста (район цирку та Гольдбергівської вулиці) також має назву Нетіча, Занетіча.

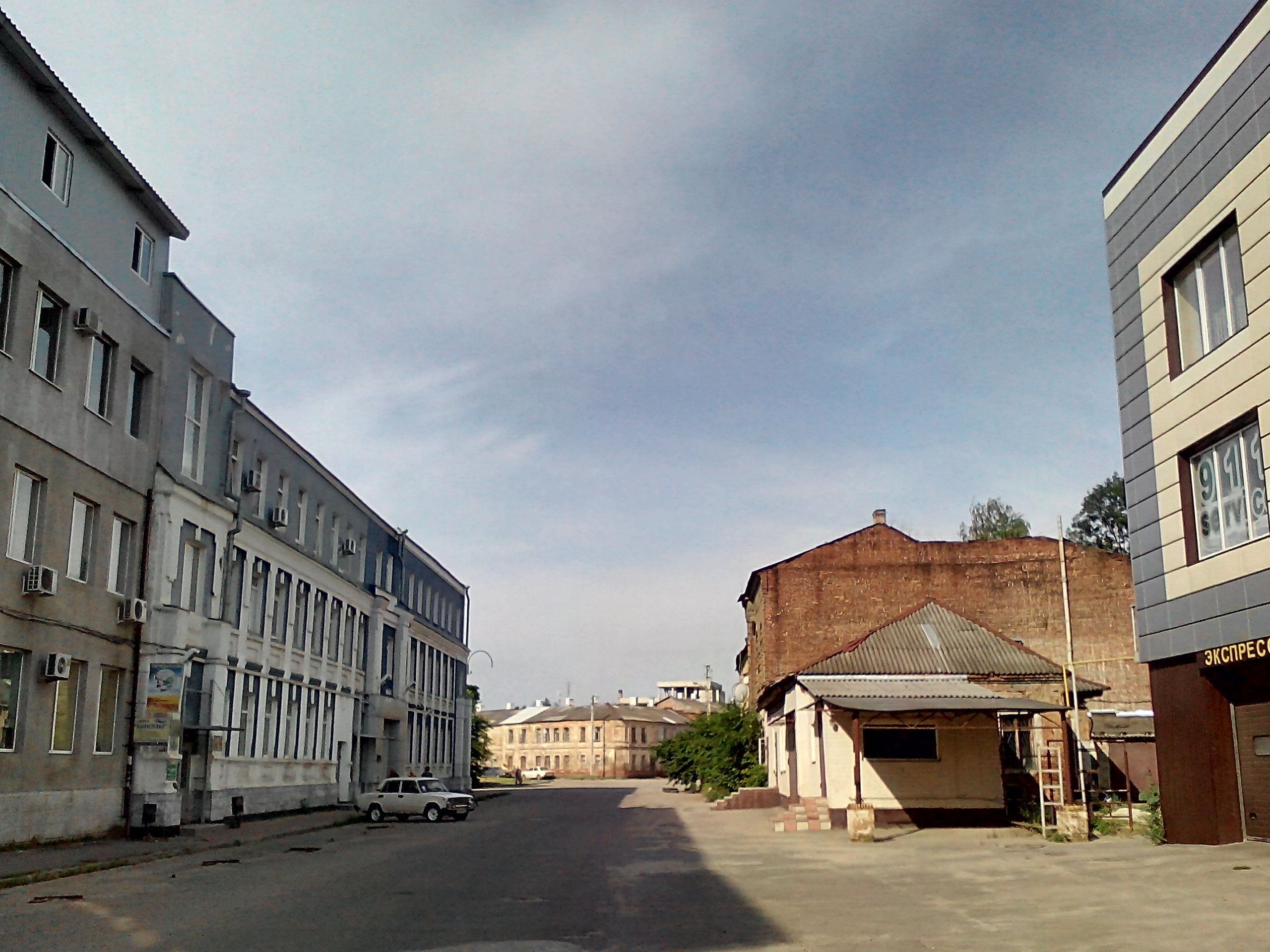
Нетіченська вулиця
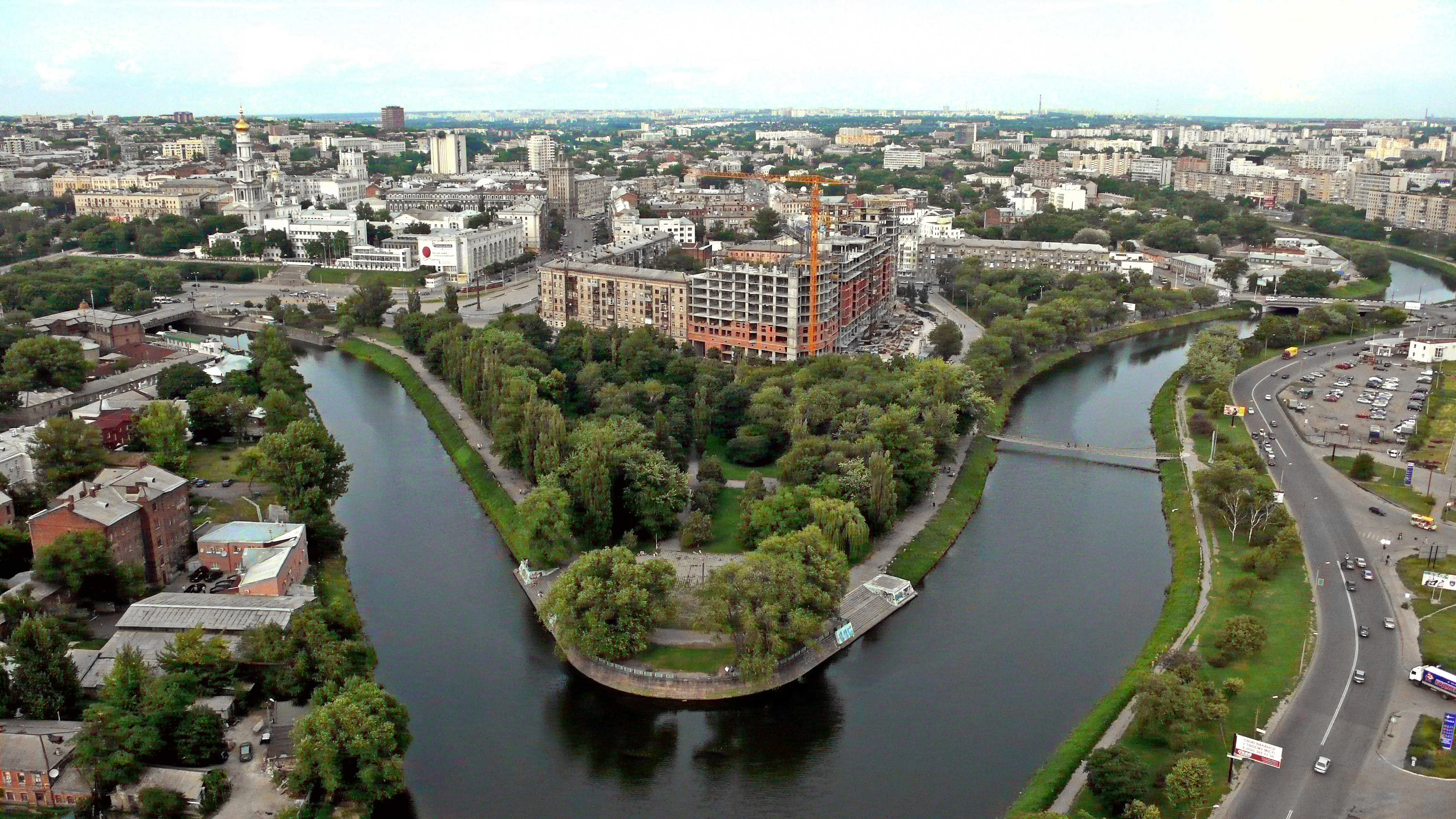
Лопанська Стрілка, Нетіченська набережна у правій частині світлини
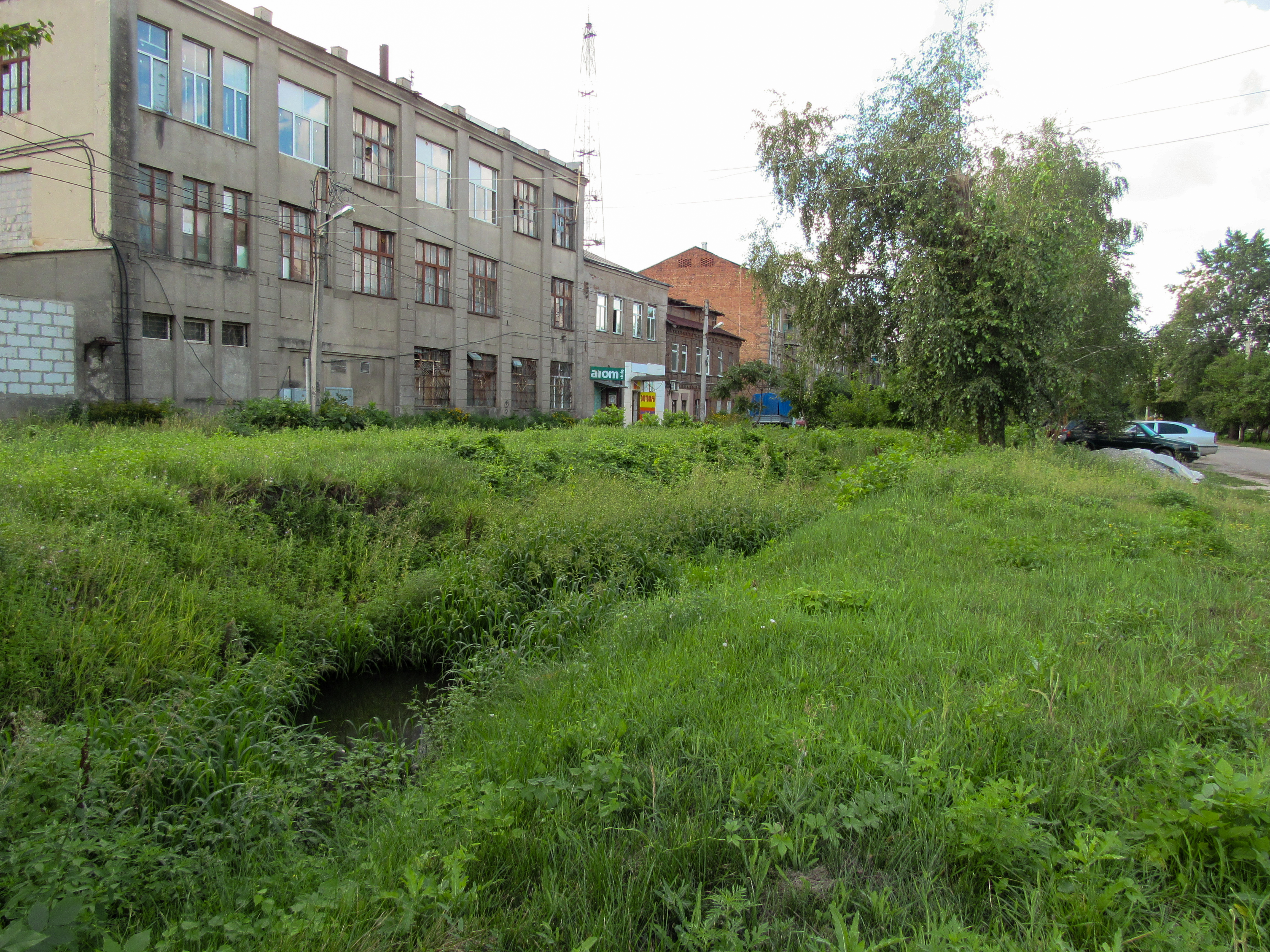
Нетіченський бульвар і Нетіча
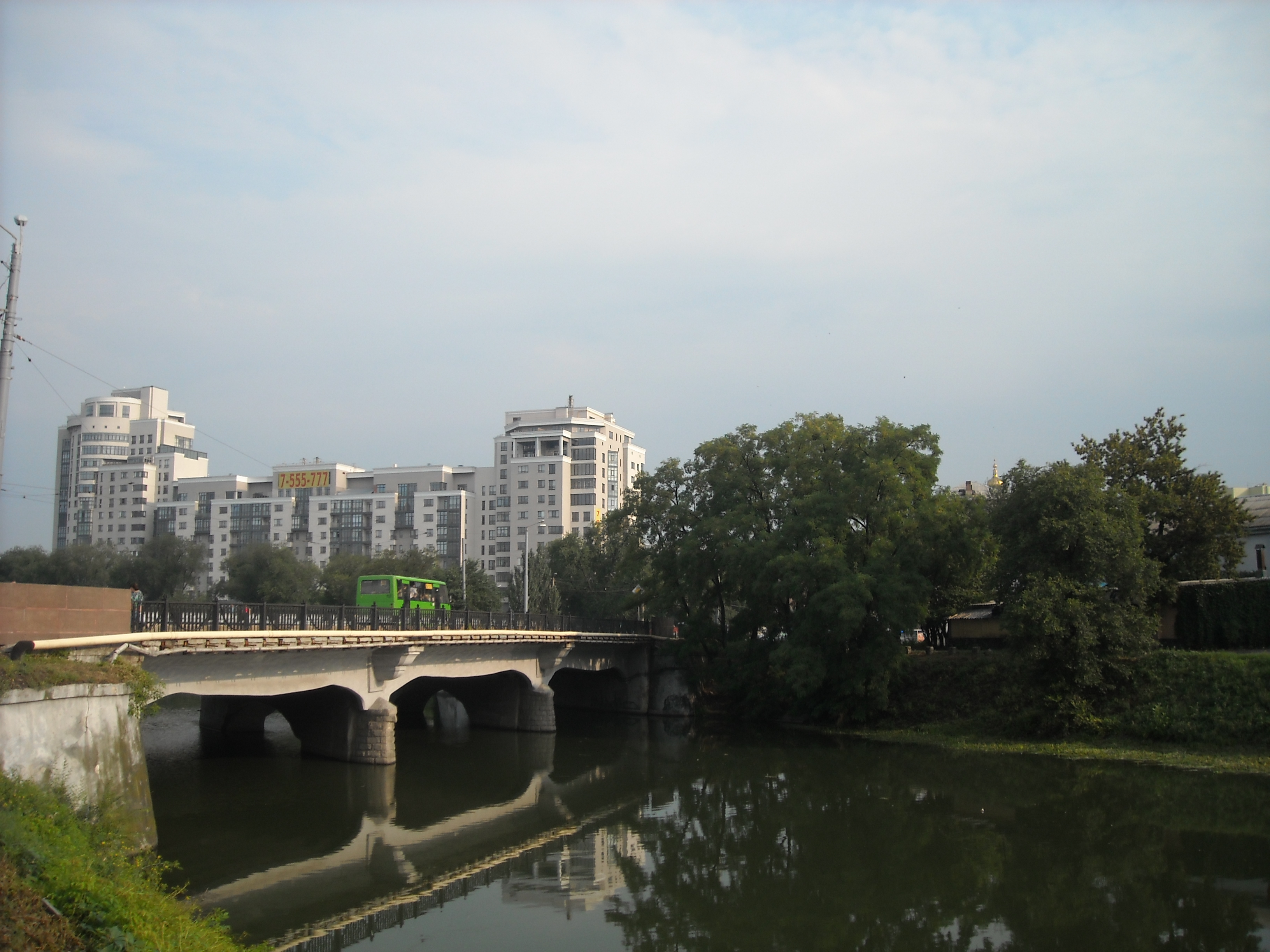
Нетіченський міст